# Françoise Salmon
Pour les articles homonymes, voir Salmon.
Françoise Salmon, née à Paris le 3 novembre 1917 et morte le 10 octobre 2014 à Vaux-sur-Lunain, est une sculptrice et médailleuse française.

## Biographie
Élève de l'École nationale supérieure des beaux-arts, Françoise Salmon rejoint la Résistance et connaît la déportation à Auschwitz[réf. souhaitée] et à Ravensbrück[réf. souhaitée].
Elle conçoit des monuments pour des groupes scolaires.
Ses médailles, portraiturant de nombreuses personnalités, sont signées « F. Salmon ».

## Œuvres
Médaille
- Paul Signac, 1968.
- Louis Aragon, 1970.
- Elsa Triolet, 1970.
- Félix Vallotton, 1971.
- Albert André, 1972.
- René Char, 1972.
- Pablo Neruda, 1973.
- Jean Picart Le Doux, 1974.
- Georges Pillement, 1974.
- Jacqueline Auriol, 1986.

Sculpture

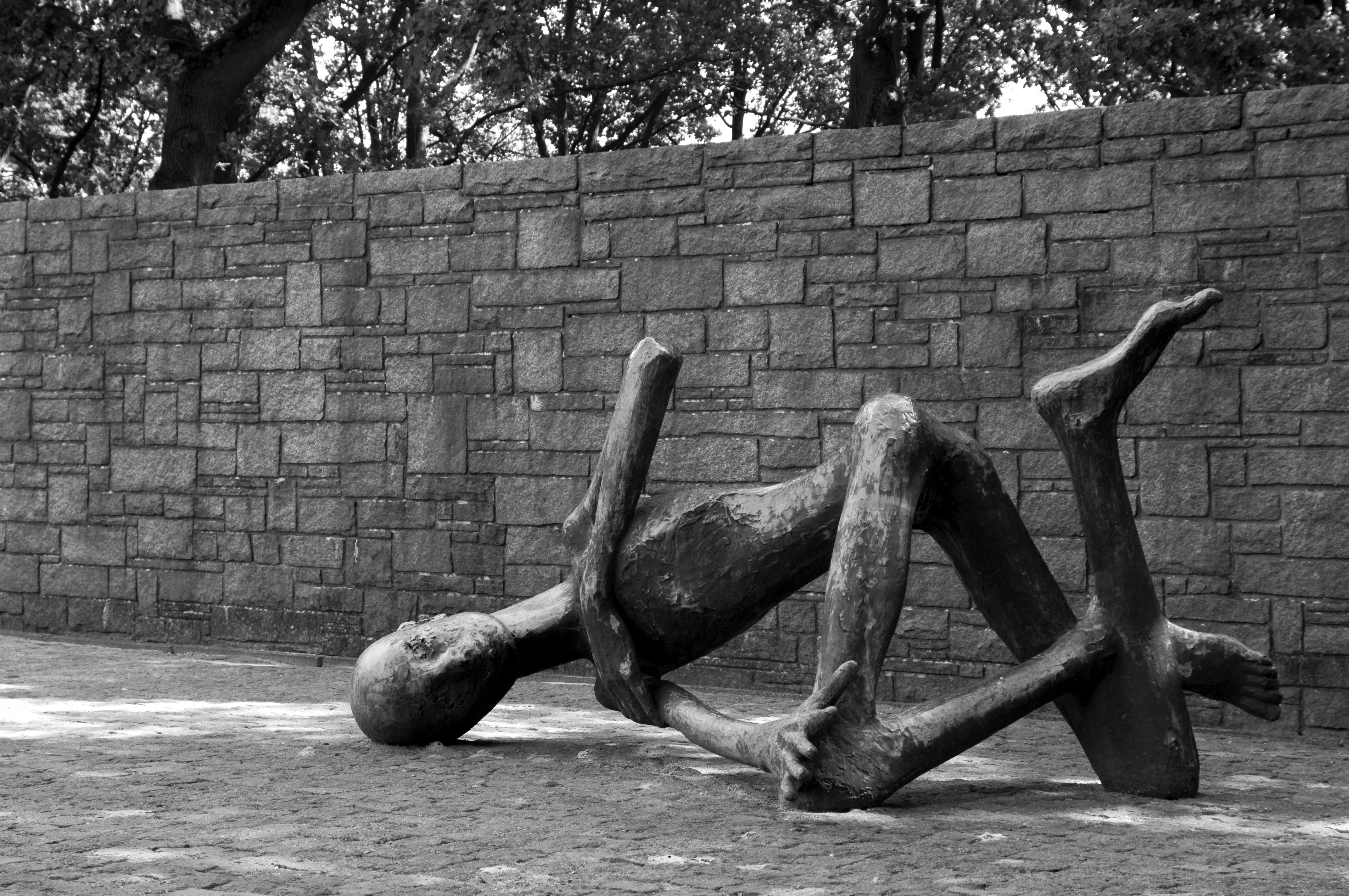
Françoise Salmon : Le Prisonnier mourant au camp de concentration à Hambourg-Neuengamme.

- Monument à la mémoire des victimes déportés du camp de concentration et d’extermination d’Auschwitz, 1949, Paris, cimetière du Père-Lachaise.
- Monument à la déportation, 1965, Hambourg, sur l’emplacement du camp de Neuengamme.